# Xosablatta truncata
Xosablatta truncata är en kackerlacksart som beskrevs av Karlis Princis 1963. Xosablatta truncata ingår i släktet Xosablatta och familjen småkackerlackor. Inga underarter finns listade i Catalogue of Life.